# Thielenhaide
Koordinaten: 51° 42′ 24″ N, 12° 34′ 48″ O
Die Thielenhaide ist ein Naturschutzgebiet in den Städten Kemberg und Gräfenhainichen im Landkreis Wittenberg in Sachsen-Anhalt.
Das Naturschutzgebiet mit dem Kennzeichen NSG 0099 ist 31,49 Hektar groß. Es ist vom Landschaftsschutzgebiet „Dübener Heide“ umgeben. Das Gebiet steht seit dem 1. Mai 1961 unter Schutz (Datum der Verordnung: 30. März 1961). Zuständige untere Naturschutzbehörde ist der Landkreis Wittenberg.
Das Naturschutzgebiet liegt im Naturpark Dübener Heide etwa zwischen Gräfenhainichen und Bad Schmiedeberg. Es stellt einen Wachtelweizen-Traubeneichen-Buchenwald auf einer Stauchendmoräne in der Dübener Heide unter Schutz. Der Laubwald, der einen hohen Altholzanteil aufweist, ist großflächig von Kiefernforsten umgeben. Die Strauchschicht ist nur gering ausgeprägt. An lichten Stellen stockt Jungwuchs von Hainbuchen, Birken und Kiefern. Die Krautschicht wird vielfach von Weißlicher Hainsimse, Heidelbeere, Himbeere, Adlerfarn, Waldveilchen, Gewöhnlichem Habichtskraut sowie teilweise Waldlabkraut, Birngrün und Kleinem Wintergrün gebildet. Dazu gesellen sich in Senkenstandorten Waldmeister, Einblütiges Perlgras, Wald-Zwenke und Riesenschwingel sowie verschiedene Großpilzarten. In feuchten Quellsümpfen siedeln Waldschachtelhalm, Winkelsegge und teilweise Alpenhexenkraut. Als floristische Besonderheiten sind Berghartheu, Kassubenwicke und Kleines Immergrün zu finden.
Das Naturschutzgebiet ist Lebensraum u. a. von Schwarzspecht, Grauspecht, Hohltaube, Waldschnepfe und Waldkauz. Seit 1975 kann auch wieder der Kolkrabe nachgewiesen werden.